# Justin Francis Rigali
Justin Francis Rigali (n. Los Ángeles, California; 19 de abril de 1935) es un cardenal estadounidense. Fue obispo titular de la sede titular de Volsinium, arzobispo de San Luis (Misuri) y arzobispo de Filadelfia. 
Fue ordenado sacerdote el 25 de abril de 1961 y tiene un doctorado en derecho canónico.
En 1964 ingresó en el departamento de lengua inglesa de la Secretaría de Estado de la Santa Sede, de la que fue nombrado director en 1970, después de servir en la Nunciatura Apostólica en Madagascar (1966-1970). Trabajó como traductor Inglés para el papa Pablo VI, a quien acompañó a varios países. También se desempeñó como profesor en la Pontificia Academia Eclesiástica.
El 8 de junio de 1985 fue nombrado Arzobispo titular de Bolsena y ordenado el 14 de septiembre de 1985. Al mismo tiempo, fue nombrado Presidente de la Pontificia Academia Eclesiástica. Desde 1985-1990, ocupó varios cargos en la Santa Sede además nombrado secretario de la Congregación para los Obispos el 21 de diciembre de 1989 y poco después, el 2 de enero de 1990, secretario del Colegio de Cardenales.
El 25 de enero de 1994 fue nombrado Arzobispo de San Luis, Misuri.
El 15 de julio de 2003 designado Arzobispo de Filadelfia. Su renuncia fue aceptada el 19 de julio de 2011.
Es miembro de varios comités de la Conferencia Episcopal de Estados Unidos.
Creado y proclamado Cardenal por Juan Pablo II en el consistorio del 21 de octubre de 2003, con el título de Santa Priscila.

## Obras
- Justin Rigali (2003). Show Us Your Mercy and Love: Thirty Reflections on Life in Jesus Christ. Paulist Press. ISBN 9780809141470.
- Justin Rigali (2004). I Call You Friends. The Priesthood: Merciful Love. Liturgy Training Publications. ISBN 9781568545547.
- Justin Rigali (2006). Reliving Vatican II: It's All about Jesus Christ. Liturgy Training Publications. ISBN 9781568545974.
- Justin Rigali (2009). Let the Oppressed Go Free: Breaking the Bonds of Addiction. Basilica Press. ISBN 9781930314146.